# Drymocallis jailae
Drymocallis jailae är en rosväxtart som först beskrevs av Sergei Vasilievich Juzepczuk, och fick sitt nu gällande namn av J. Soják. Drymocallis jailae ingår i släktet trollsmultronsläktet, och familjen rosväxter. Inga underarter finns listade i Catalogue of Life.